# Nazionale maschile di beach soccer del Cile
La nazionale di beach soccer del Cile rappresenta il Cile nelle competizioni internazionali di beach soccer.